# Древногръцки храм
Древногръцкият храм (на старогръцки: ναός, naós или наос, жилище, семантично се различава от храм на латински: templum) е сграда, построена да приютява статуя на божество в древногръцката религия. Интериорът на храма е особено място, тъй като жертвоприношенията и ритуалите, посветени на съответното божество, се извършват извън него, в по-широката зона на светилището, която може да е значително по-голяма. Храмовете често се използват за съхранение на оброчни дарове. Те са най-важният и най-разпространен тип сграда в древногръцката архитектура. Сградите, построени да изпълняват функциите на храм в елинистичните държави извън Европа, често се придържат до голяма степен към заварените местни традиции. Дори когато гръцкото влияние е видимо, те обикновено не се считат за древногръцки храмове. Това се отнася например за гръцко-партските и бактрийските храмове или за сгради в Елинистически Египет, които следват древноегипетската традиция. Повечето гръцки храмове са ориентирани съобразно астрономически критерии (в посока изток-запад), но има и изключения.
Между IX и VI век пр. Хр. древногръцките храмове прерастват от малки кирпичени постройки в монументални сгради с двоен портик, обградени с колонади, като често достигат и над 20 метра височина (без покрива). Стилистично те са подчинени на специфичните за региона архитектурни стилове. Докато първоначално разграничението е между дорийски и йонийски стил (ордер), към края на III в. пр. Хр. възниква и трети стил с коринтския ордер. Разработени са множество различни планове на основите, всеки от които може да се комбинира с различна надстройка. След III век пр. Хр. строежът на големи храмове намалява и макар че през II век пр. Хр. отново се възражда за кратко, той спира почти изцяло през І в. пр. Хр. След това са започвани само по-малки сгради, докато старите храмове продължават да се ремонтират или довършват.
Гръцките храмове са проектирани и конструирани според строго зададени пропорции, определени най-вече от долния диаметър на колоните или от размерите на фундамента. Почти математическата строгост на така постигнатите основни конструкции се облекчава чрез някои оптични подобрения. Въпреки широко разпространената идеализирана представа за искрящо бели колонади, гръцките храмове са били боядисвани в яркочервени и сини цветове, които контрастират с бялото на камъните или мазилката. По-украсените храмове са снабдени с много богата фигурална украса под формата на релефи и фронтони със скулптури. Изграждането на храмове обикновено се организира и финансира от полисите или от светилищата. Частни лица, особено елинистическите владетели, също са спонсорирали такива сгради. В края на елинистическия период намаляването на тяхното богатство и прогресивното включване на гръцкия свят в границите на Рим, чиито чиновници и владетели поемат управлението, ознаменуват края на строителството на гръцки храмове. Новите храмове принадлежат вече към традицията на римския храм, който въпреки силното гръцко влияние има различни цели и следва различни естетически принципи.
Основната сграда на храма е разположена в по-голям парцел (теменос), обикновено заобиколен с ограда или стена (периболос), като целият комплекс обикновено се нарича светилище. Акрополът в Атина е най-известният пример, въпреки че очевидно е бил използван като цитадела още преди в нея да бъде построен храм. Светилището може да включва много спомагателни сгради, свещени горички или свещени извори, в него живеят животни, посветени на божеството, а понякога и хора, които се нуждаят от убежище – например избягали роби.

## Развитие

### Зараждане
Мястото за провеждане на религиозни церемонии в микенска Гърция е мегаронът, разположен в царския дворец (XV до XIII век пр. Хр.), но през ранната желязна епоха (тъмните векове) сградите стават по-малки и не така внушителни.
Светилищата са важно място в Древна Гърция, всяко от тях е посветено на бога, почитан в околността. Вероятно отначало в светилищата не е имало храмове, макар че информацията ни е ограничена и въпросът е спорен. Типичното ранно светилище съдържа теменос и олтар за жертвоприношенията, често е разположено около свещена горичка, пещера или извор и е оградено само с камъни през определен интервал. Много от по-малките светилища си остават такива, но по-известните, най-вече в полисите, постепенно се замогват и става възможно издигането на сграда за съхранение на култовия образ. Този процес със сигурност протича през IX век пр. Хр., но вероятно е започнал по-рано. Възможно е храмовете да са възникнали като примитивни колиби за грубо изработената статуя на божеството – ксоанон (на старогръцки: ξόανον). Много от храмовете са ориентирани в посока изток – запад, за да може изгряващото слънце да освети ксоанона.
Основните архитектурни черти на древногръцкия храм са заложени в периода между X и VII век пр. Хр. В най-опростената си форма (само наос) храмът е проста правоъгълна структура с издадени странични стени (анти), формиращи малък портик. До VIII век пр. Хр. е имало и нещо като апсида, но правоъгълната форма преобладава. Към края на VII век пр. Хр. основният корпус е ограден с колони – (перистил или периптерна колонада), превърнал се в една от най-характерните черти на древногръцката храмова архитектура. С добавянето на вътрешни колони, крепящи покрива, започва изграждането на разнообразни по стил храмове.
Посейдоновият храм в Истмия (полис, разположен на Коринтския провлак), построен около 690 – 650 г. пр. Хр. е може би първият истински архаичен храм от монументален тип, който със солидната си колонада и плочест покрив го откроява от останалите съвременни сгради

### Дървени постройки
Първите постройки са предимно конструкции от кал, тухли и мрамор върху каменни основи. Колоните и надстройката (антаблеман) са дървени, отворите на вратите и антите са покрити с дървени дъски. Кирпичените стени често са подсилени с дървени греди. Елементите на тази проста дървена архитектура лежат в основата на всички принципи, които ще определят развитието на гръцките храмове в продължение на следващите векове.
Към края на VII в. пр. Хр. размерите на тези прости конструкции значително нарастват и достигат понякога 30 метра. Тъй като по това време не е било технически възможно да се покриват широки пространства, тези храмове остават много тесни, с ширина от 6 до 10 метра.
За да се подчертае значението на култовата статуя и цялата сграда, наосът е снабден с навес, подкрепен от колони. По-нататъшното добавяне на портици от всички страни на храма (перистаза, периптер – обиколна колонада с чисто естетически функции), се дължи на стремежа на архитектите и поръчителите сградите да изглеждат еднакво добре от всички посоки и е много характерно за храмовете в гръцката архитектура. Това води до развитието на т.нар. храм периптер, с единична колонада с фронтален портик (пронаос), който се повтаря огледално в задната част на сградата – опистодом, станал необходим по чисто естетически причини.

### Каменна архитектура: архаичен и класически период
През VI век пр. Хр. на йонийския остров Самос се появява нов тип храмова украса – с двойна колонада (диптер). Тази идея по-късно е копирана в Дидима, Ефес и Атина. Между VI и IV век пр. Хр. са построени множество храмове; почти във всеки полис и колония има по един или по няколко. Строят се и храмове извън населените места и в големи светилища като Олимпия и Делфи.
Наблюдаваната промяна на формата показва търсенето на хармония на всички архитектурни елементи: от по-простите ранни форми, които често изглеждат груби и обемисти се преминава към естетически по-съвършените по-късни структури; от простото експериментиране се преминава към математически строго изчислени сложни планове на основите и надстройките.

### Спад през елинистическия период
От началото на елинистическия период гръцкият периптерен храм губи своето значение. С много малко изключения, класическото строителство на храмове е преустановено както в елинистична Гърция, така и в гръцките колонии на Магна Греция. Само в Западна Мала Азия се запазва известно строителство на храмове през ІІІ в. пр. Хр. Изграждането на големите проекти, като например храма на Аполон в Дидима близо до Милет и Артемизиона в Сарди не отбелязва голям напредък.
През II век пр. Хр. се наблюдава възраждане на храмовото строителство, включително и на периптерните храмове. Това отчасти се дължи на влиянието на архитекта Хермоген от Приен, който на теория и практика предефинира принципите на изграждане на йонийския храм. В същото време владетелите на елинистическите държави разполагат с изобилни финансови ресурси. Тяхното самовъзвеличаване, съперничество, желание за стабилизиране на сферите им на влияние, както и нарастващият им конфликт и съперничество с Рим (включително в областта на културата), са предпоставка за възраждането на строителството. По време на тази фаза гръцките храмове стават широко разпространени в Южна Мала Азия, Египет и Северна Африка.

### Край на древногръцкия храм
В началото на І век пр. Хр. Митридатовите войни водят до значителни промени. Ролята на поръчител все повече се поема от римските управници на източните римски провинции, които рядко демонстрират щедрост за изграждане на храмове. Въпреки това по това време е построен например храмът на Афродита в Афродизия в Кария. Едиктите на Теодосий I и неговите наследници начело на Римската империя, забраняващи езическите култове, водят до постепенното затваряне на гръцките храмове или превръщането им в християнски църкви.

## Конструкция
Каноничните гръцки храмове поддържат една и съща основна конструкция в продължение на много векове. Гърците използват ограничен брой пространствени компоненти, влияещи на плана на основите и на архитектурните компоненти, определящи фасадата. Основните съставни части са перистил, портик, пронаос, наос и опистодом:с. 96.

### План на основите
Наос
Централното култово помещение на храма е наосът (наричан също цела), в който обикновено се пази култовата статуя на божеството. В архаичните храмове понякога е включвана отделна стая след целата, наречена адитон. В Сицилия този подход продължава и през класическия период.
Пронаос и опистодом
Пред целата има преддверие, пронаос, създадено от изпъкналите странични стени на целата (или антите). Достъпът от пронаоса към целата става през врата. Подобна стая в задната част на целата се нарича опистодом (задна килия или преддверие). Съществуването на опистодома е подчинено изцяло на естетически съображения: за да се запази хармонията на периптерния храм и да се осигури неговия еднакъв изглед от всички страни, изпълнението на предната част трябва да се повтори огледално отзад.
Перистаза
Комплексът, образуван от наос, пронаос, опистодом и евентуално адитон, е затворен от всичките страни от перистаза – ред колони – обикновено един, по-рядко два реда. Това създава обкръжаващ портик, (pteron), в който посетителите на светилището се подслоняват и провеждат култови шествия.
- Елементи на плана на храма
- Пронаос
- Цела или наос
- Адитон (по изключение)
- Опистодом (понякога се пропуска)
- Опистодом + адитон + наос + пронаос

Тези компоненти позволяват да се реализират различни типове планове в гръцката храмова архитектура. Най-простият пример за гръцки храм е храм с анти, малка правоъгълна структура, покриваща култовата статуя. Пред целата има малка веранда или пронаос, образувана от изпъкналите анти. Пронаосът се свързва с целата с врата. Най-простият тип храм с анти се състои само от едно помещение, отворено от предната страна и се нарича дистил. За поддържане на надстройката между антите са поставени две колони (храм от тип дистил с анти). Когато е снабден с опистодом, се нарича храм с двойни анти. Вариант на този тип е поставянето на опистодом на гърба на целата, подсказан само с полу-колони и скъсени анти, така че може да бъде наречен и псевдо-опистодом.

### Колонади
Портикът на храм с анти съдържа по цялата си ширина редица обикновено от четири или шест колони, тогава храмът се нарича простил. В този случай целият пронаос може да бъде пропуснат или просто антите да се оставят без колони. При храм от тип амфипростил редицата колони от предната страна се повтаря и от задната страна.
За разлика от него, храмът периптер е заобиколен от колонади (птера, ptera) от всичките четири страни, обикновено оформени в един ред. Това създава околовръстен портик перистаза от всичките четири страни на храма. Елинистичен и римски вариант на тази форма е псевдопериптерът, при който страничните колони на перистазата са само загатнати от свързани колони или пиластри, директно прилепени към външните стени на целата.
Храмът от типа диптер има двойна колонада от четирите страни, понякога с допълнителни редове от колони отпред и отзад. Псевдодиптерът е по-късен стадий в развитието на диптера и има свързани колони във вътрешния ред на колоните отстрани. Според Витрувий е въведен за първи път от Хермоген:с. 96.
Кръговите храмове формират отделен тип. Ако са заобиколени от колонада, те са известни като периптерни толоси. Въпреки че имат свещен характер, често тяхната функция като храм не може да бъде потвърдена. Сходна структура е моноптерът, или циклостилът, който обаче не разполага с цела.
Една примерна класификация на храмовете според разположението на колоните в плана на основите е:
- С анти (с 2 колони)
- Простил (с 4 колони в плана)
- Амфипростил (с 4 колони по двете тесни фасади)
- Периптер (с 6 колони по двете тесни фасади и обиколна колонада – птера и перистаза)
- Псевдопериптер (с 6 колони по тесните страни, но без анти и колони между тях)
- Диптер – с двойна колонада и 8 фасадни колони

За да се изяснят типовите планове, дефиниращите термини могат да се комбинират, например: периптерен храм с двойни анти, простил с анти, периптерен амфипростил и др.
Витрувий:IV, 3, 3 първи използва броя на колоните отпред (по тясната фасада) като параметър за класификация на типа храм. Съвременната наука използва следните термини:
| технически термин | брой колони отпред                      |
| ----------------- | --------------------------------------- |
| Дистил            | 2 колони (двуколонен храм в анти)       |
| Тетрастил         | 4 колони, термин, използван от Витрувий |
| Хексастил         | 6 колони, термин, използван от Витрувий |
| Октастил          | 8 колони                                |
| Декастил          | 10 колони                               |

Терминът додекастил се използва само за 12-колонната зала в храма на Аполон в Дидима. Не са известни други храмове с фасади с такава ширина.
Съществуват и храмове с нечетен брой колони отпред, но те са малко. Примери са храмът на Хера I в Пестум, храмът на Аполон А в Метапонтум, (и двата имат ширина от девет колони (енеастил)) и Архаичният храм в Термо с ширина от пет колони (пентастил).

### Ордер и фасада
Според стила на елементите на храма се различават следните три определени стила (ордери): дорийски стил, йонийски стил и коринтски стил. В някои образци има и смесване на два и повече стила. Ордерът определя пропорциите, профилите и декорацията, като елементи на ордера се прилагат и в други типове сгради, но в пълния си спектър той се отнася до храма.
Фасадата на древногръцкия храм се разделя на три зони от долу нагоре: крепидома, колонада и антаблеман.
Основи и крепидома
В основата на фасадата се намират стереобат/стилобат и крепидома. Стереобатът е платформа от три стъпала и се поставя директно върху основата, а най-горното стъпало се нарича стилобат. Тази опора поема основната конструктивна тежест. По друга интерпретация цялата стъпаловидна платформа с две или три стъпала се нарича крепидома (от гр. krepis – основа, цокъл), а стилобат е носещата повърхност под колоните.
Колони
Колоната винаги е основният конструктивен елемент при древногръцкия храм. Обикновено е съставена от няколко отделно изсечени части, наречени барабани и поставени плътно един върху друг. След като цялата колона е сглобена, се набраздява с вертикални жлебове (канелюри) за по-голяма стройност. В зависимост от архитектурния ордер броят им е както следва: дорийските колони имат от 18 до 20 канелюри, йонийските и коринтските имат обикновено по 24. Ранните йонийски колони имат до 48 канелюри.
Дорийската колона представлява вертикален цилиндър, по-широк в основата (пресечен конус). Често е наричан мъжки ордер, понеже се наблюдава в първия ред на Колизеума, и се е считало, че понася по-големи тежести. Съотношението между височината и дебелината е около 4:1. Първоначално колоните са дървени, поставени върху примитивна каменна база. Капителът е горната уширена част на колоната. Оформянето на капитела зависи от архитектурния ордер.
Първоначално колоната представлява вертикален цилиндър, по-широк в основата, с формата на пресечен конус. Първите колони нямат нито база, нито капител, нито канелюри. Всички тези елементи се появяват с времето. Докато дорийските колони се поставят директно върху стилобата, йонийските и коринтските имат база, понякога пиедестал.
Антаблеман
Между колонадата и покрива се намира антаблеманът, най-големият и най-тежък елемент от фасадата. Състои се от архитрав, фриз, разчленен на метопи и триглифи и корниз и има различна структура в зависимост от вида на архитектурния ордер.
При дорийския стил антаблеманът винаги е от две части – архитрав и фриз. При йонийския ордер в Атина и на Цикладите също има фриз над архитрава, докато в примерите за йонийски стил от Мала Азия фризът е неизвестен до IV в. пр. Хр. Там след архитрава директно следват дентикули. Дорийският фриз е структуриран с триглифи, поставени над оста на всяка колона и над центъра на всеки интерколумний. Между триглифите са разположени метопи, понякога оцветени или украсени с релефни скулптури. В йонийския и коринтския ордери фризът е без триглифи и понякога с украса от рисунки или релефи. С утвърждаването на каменната архитектура, укрепването на портиците и придвижването на покривната конструкция нагоре към нивото на гейсона, фризът загубва структурната си функция и се превръща в изцяло декоративен елемент.
Корниз и гейсон
В йонийския и коринтския ордери над фриза (или съседен елемент като дентикул) забележимо се издава корниз. Той е съставен от гейсон и сима. По дългата страна симата е съоръжена с водоливници, често с форма на лъвски глави. Триъгълникът на тимпана по тесните страни на храма е създаден при дорийското възприемане на двускатния покрив (преди това покривът е бил многоскатен. Тимпанът е обикновено богато украсен със скулптури от митични сцени и битки.

## Размери и пропорции
Пропорции
При основата размерите на древногръцкия храм могат да достигнат 115 на 55 m, колкото футболно игрище (например недовършеният храм на Зевс Олимпийски (Olympeion) в Агридженто, Сицилия). Височината на колоните може да достигне 20 m. За да се проектират хармонично такива големи структури, архитектите им са прилагали няколко естетически принципа, проверени преди това на по-малки сгради. Основната единица за измерване е стъпка с дължина между 29 и 34 cm в различните региони и тя е в основата на всички размери, определящи облика на сградата. Важни параметри са също долният диаметър на колоните и ширината на пиедестала. Другите елементи, определящи цялостния изглед, са броят колони от всяка страна, тяхната височина и отстоянието им интерколумний. Заедно с размера на стилобата и перистазата, както и на самия наос, те определят пропорциите. Правилата по отношение на вертикалните пропорции позволяват да се определи и антаблемана, най-вече в дорийския ордер. Влияние върху проектните решения оказват и свещените числа – например целата се определя на 100 стъпки (100 е свещено число, известно и от хекатомба – жертвоприношение на сто животни). Такъв храм се нарича хекатомпедон и пример за него е Хефестейонът в Атина:с. 106.
Съотношение наос-перистаза
Съотношението между наоса и перистазата в ранните храмове се определя само от практическите нужди и целата винаги е разположена съосно на колонадите. С въвеждането на камъка като строителен материал и на дървения покрив тази структурна връзка вече може да се нарушава, преди всичко при дорийския стил.
Колони и отстояния
Основните пропорции на сградата се определят от съотношението на броя колони на предната и задната фасада към тези на страничните. Класическото решение на гръцките архитекти е според формулата „фронтални колони : странични колони = n : (2n+1)“, като то важи и за броя на интерколумниите. В резултат на това голям брой храмове от периода на Класическа Гърция (около 500 до 336 г. пр. Хр.) имат 6 × 13 колони или 5 × 11 интерколумния. В малко по-абстрактна форма същата пропорция важи и за Партенона, не само при перистазата от 8 × 17 колони, но (редуцирана до 4:9) и за всички останали основни размери, включително интерколумниите, стилобата, отношението ширина-височина на цялата сграда и гейсона тук е обърнато, 9:4). Същите пропорции са приложени, макар и в малко по-изменен вид, към храма на Хефест в Атина.
Интерколумний
От началото на III век пр. Хр. важна роля в архитектурната теория започва да играе пропорцията „долен диаметър на колоната към интерколумния“, отразена например в труда на Витрувий. Според този критерий Витрувий различава пет различни плана на храмове:с. 3, 3, 1-:
- пикностил (Pyknostyle): разположение на колоните, при което интерколумният е 1,5 долни диаметъра
- систил (Systyle): разположение на колоните, при което интерколумният е равен на два долни диаметъра
- евстил (Eustyle): разположение на колоните, при което интерколумният е 2,25 долни диаметъра
- диастил (Diastyle): разположение на колоните, при което интерколумният е 3 долни диаметъра
- ареостил (Araeostyle): разположение на колоните, при което интерколумният е 3,5 долни диаметъра

Установяването и обсъждането на тези основни принципи се свързва с архитекта Хермоген, когото Витрувий посочва като изобретил евстила. Храмът на Дионис в Теос, приписван на Хермоген, има интерколумний, равен на 2 1/6 от долния диаметър.

## Декорация

### Цветове
Още от архаичния период строителите са използавли цветове, за да подсилят визуалния ефект на архитектурните елементи. Боите са били полагани директно върху камъка, като са използвани предимно три цвята: бяло, синьо и червено, понякога и черно. Крепидомата, колоните и архитравът са предимно бели. Оцветяването засяга предимно детайлите, като хоризонталните улеи в основата на дорийските капители анули (annuli) или декоративните елементи на архитрава (например тения (taenia) и гута (guttae)). Фризът най-често се структурира с редуването на два цвята. Например при дорийския фриз с триглифи, сините триглифи се редуват с червени метопи, които на свой ред служат като фон на индивидуално полихромно оцветени скулптури. Релефите, орнаментите и скулптурите на фронтона често са богато оцветени.

### Скулптури
Често гръцките храмове са украсени със скулптурни фигури, особено фризовете предоставят подходяща площ за архитектурни релефи от различни видове; тимпанът на фронтона често съдържа сцени със свободно стоящи скулптури. През архаичния период при йонийските храмове дори архитравът е бил украсяван с релефи, например храмът на Аполон в Дидима. При него на ъглите са били монтирани горгони, заобиколени от лъвове и вероятно други животни.

#### Метопи
Метопите са плочите между два триглифа, обикновено изобразяват сцена с не повече от три фигури. Не е обичайно сцената да обхваща няколко метопа, вместо това по-широкият сюжет, например битка, се изобразява като комбинация от отделни сцени. Сюжетите са разнообразни, например метопите отпред и отзад на храма на Зевс в Олимпия изобразяват подвизите на Херакъл. Чести теми са сцени от митологията: походът на аргонавтите, Троянската война, битките с участието на кентаври и амазонки, както и с гиганти (съответно Кентавромахия, Амазономахия и Гигантомахия).

#### Фризове
Чест сюжет на йонийските фризове са батални сцени, например Гигантомахия на храма на Хеката в Лагина или Амазономахия на храма на Артемида в Магнезия, и двата от края на II век пр. Хр. По-сложните композиции визуализират сцената отпред и отзад. Като контраст на бойните сцени има и мирни сюжети: на фриза на наоса на Пантеона, с дължина 160 и височина 1 м, са изобразени богове от гръцкия пантеон и сцени от процесия по време на Панатенеите.

#### Фронтони
Най-ранните фронтони са украсени с масивни релефи, например западният фронтон на храма на Артемида в Корфу (около 600 г. пр. Хр.) изобразява горгоната Медуза и нейните деца в центъра, обградени от пантери. В краищата са изобразени по-малки сцени, например Зевс в битка с гигантите. Първият периптерен храм на атинския Акропол (около 570 г. пр. Хр.) е имал фронтон посветен на битка на лъвове. В ъглите му е имало други сцени, сред които Херакъл в борба с Тритон. След средата на VI век пр. Хр. композицията на сцените се променя – животните отстъпват място на човешки фигури и са поставяни само в ъглите, но скоро изчезват съвсем. Центърът на композицията е посветен на митологични битки или на редици човешки фигури. Често темите са обвързани с местните митове – например източният фронтон в Олимпия представя подготовката на състезанието с колесници между Пелопс и Еномей, залегнало и в мита за създаването на самото светилище. Подобна директна връзка се вижда и на Партенона, където източният фронтон изобразява раждането на богиня Атина, а западният – борбата между Атина и Посейдон за Атика.

#### Покриви
Покривите са украсени с акротерии, първоначално изработени във формата на глинени оцветени дискове, но по-късно пълноценни скулптури, поставени в ъглите и на върха на фронтона. Те могат да имат форма на вази, триподи, грифони, сфинксове, или да изобразяват митични фигури и божества. Например храмът на Аполон на Алкмеонидите в Делфи бил увенчан с бягаща Нике, а яздещи амазонки формирали ъгловите акротерии на храма на Асклепий в Епидавър. Павзаний описва бронзови триподи по ъглите и позлатена Нике на върха на храма на Зевс в Олимпия и приписва предния му фронтон на Пеоний. Всъщност мраморна статуя на Нике от Пеоний е намерена извън храма и се съхранява в местния археологически музей.